# (6034) 1987 JA
(6034) 1987 JA (1987 JA, 1983 EM3, 1992 UE1) — астероїд головного поясу.
Тіссеранів параметр щодо Юпітера — 3,544.